# Szeremlei Sámuel (főbíró)
Szeremlei Sámuel (Csögle, 1695.? – Debrecen, 1778.) városi főbíró, tanár, fordító, versszerző.

## Élete
Édesapja Szeremlei János, a pápai református kollégium tanára volt. Szeremlei Sámuel tanulmányait Pápán, a református kollégiumban és Debrecenben végezte. Jogot is hallgatott. Feltételezések szerint külföldön járt főiskolára. 1726-ban debreceni főjegyző, azután tanácsnok, 1750-től a református kollégium gondnoka, 1753-tól főbíró volt Debrecenben. Szilágyi Sámuel püspök apósa volt.

## Művei
- Keresztyén embernek egész tiszte (Angolból ford.). (Debrecen. 1769.)
- Magános buzgó könyörgések (Az előbbinek végén). (Debrecen. 1770.)

Verseket is írt, melyek közel egyet Tóth Ferenc közölt a tiszántúli püspökök életében (129–131. l.).